# Néa Kíos
Néa Kíos (Nea Kios) är en ort i Grekland.   Den ligger i prefekturen Nomós Argolídos och regionen Peloponnesos, i den södra delen av landet, 100 km sydväst om huvudstaden Aten. Néa Kíos ligger 20 meter över havet och antalet invånare är 2 778.
Terrängen runt Néa Kíos är kuperad åt sydväst, men åt nordost är den platt. Havet är nära Néa Kíos åt sydost.  Närmaste större samhälle är Argos, 4,9 km norr om Néa Kíos. Trakten runt Néa Kíos består till största delen av jordbruksmark.